# 西倉町
西倉町（にしくらちょう）は、愛知県名古屋市港区の地名。丁番を持たない単独町名である。当地域の人口は0世帯・0人（2018年3月1日現在）。住居表示実施。

## 地理
名古屋市港区東部に位置する。西は築三町・築地町、南は港町、北は熱田前新田に接する。

## 歴史

### 町名の由来
名古屋港の倉庫街であることに由来する。かつては北倉町・南倉町なども存在したが、住居表示実施に伴う町名変更でいずれも消滅している。

### 沿革
- 1925年（大正14年）4月1日 - 南区築地の一部により、同区西倉町として成立[1]。
- 1937年（昭和12年）10月1日 - 港区成立に伴い、同区西倉町となる[1]。
- 1968年（昭和43年）1月30日 - 埋立地を編入する[1]。
- 1974年（昭和49年）12月9日 - 熱田前新田・海岸通・港栄町・中川町・港本町の各一部を編入する[1]。また、一部が浜一丁目および同二丁目・入船二丁目にそれぞれ編入される[1]。

## 学区
市立小・中学校に通う場合、学校等は以下の通りとなる。また、公立高等学校に通う場合の学区は以下の通りとなる。
| 番・番地等 | 小学校                 | 中学校               | 高等学校 |
| ---------- | ---------------------- | -------------------- | -------- |
| 全域       | 名古屋市立西築地小学校 | 名古屋市立東港中学校 | 尾張学区 |

## 施設
- 名古屋港シートレインランド
- 名古屋港労働公共職業安定所[7]

## その他

### 日本郵便
- 郵便番号 : 455-0034[4]（集配局：名古屋港郵便局[11]）。